# Furcaspis biformis
Furcaspis biformis (лат.) — вид полужесткокрылых насекомых-кокцид рода Furcaspis из семейства щитовки (Furcaspidinae, Diaspididae)

## Распространение
Инвазивный вид, встречается на всех материках.

## Описание
Мелкие щитовки. Самка около 2 мм в поперечнике; выпуклая; коричнево-чёрная; экзувии сосковидные тёмно-красно-коричневые, расположены от центра; поверхность сильно гранулированная. Самка широко овальная или круглая. Самец намного меньше, удлинённый с параллельными сторонами; экзувии расположены на одном конце. Вид был впервые описан в 1893 году под названием Aspidiotus biformis Cockerell, 1893. Питаются на растениях различных семейств: Apocynaceae, Arecaceae, Asparagaceae, Asphodelaceae, Bromeliaceae, Cactaceae, Euphorbiaceae, Musaceae, Myrtaceae, Orchidaceae, Piperaceae, Rubiaceae, Strelitziaceae.